# 河原町東入ル
『河原町東入ル』（かわらまちひがしいる）は1976年10月 − 1977年3月まで関西テレビで制作の阪急ドラマシリーズ枠で放送された放映されたTVドラマである。全26話。

## 概要
京都市の河原町を舞台に、時価数十億円という豪華なアンティークショップを経営する若くして未亡人になった品子をめぐる騒動やてんやわんやな出来事を描くコメディ。品子の周辺は財産狙いの親類や、そんな彼女にプロポーズしようと躍起になる男たちと騒がしい日常を描く…。 続編は『新・河原町東入ル』

## スタッフ
- 原案：土井行夫
- プロデューサー：内海佑治（関西テレビ）、南光二（宝塚映画）
- 製作主任：橘勝彦
- 音楽：鈴木征一
- 撮影：石田壽昭
- 衣裳デザイン：立亀長三
- 方言指導：美川玲子
- 監督：三浦紘、高野昭二、辻井康一 他
- 脚本：土井行夫、田代淳二、蓬萊泰三 他
- 主題歌：堀智子「河原町たそがれ」（作詞・柴田陽平、作曲・鈴木征一、編曲・葵まさひこ）（東芝EMI）
- 制作：関西テレビ放送、宝塚映画

## キャスト
- 都 品子：佐藤オリエ
- 都 麻紀：礼さぎり（宝塚歌劇団）
- 村野武範
- 鴨 千作：夏夕介
- きく：三崎千恵子
- 都 滝子：藤江リカ
- 一太郎：太宰久雄
- 山本学
- 広介：船戸順
- 美也：児島美ゆき
- 麓介：宍戸錠
- 文彦：三好正夫
- 石田俊介：前田吟
- 安吉（「安兵衛」主人）：大坂志郎
- さより（安吉の娘）：更永由紀美
- なか子：芹沢由美
- 市田：伊藤孝雄
- 水原邦夫：井上孝雄

## サブタイトル
1. 1976年10月7日 「喪服の似合わぬ未亡人・オオ初恋」
2. 1976年10月14日 「喪服の似合わぬ未亡人・なぞなぞ人形」
3. 1976年10月21日 「男一匹ネコ二匹」
4. 1976年10月28日 「男一匹通り雨」
5. 1976年11月4日 「信号は赤でしたか」
6. 1976年11月11日 「信号は青でした」
7. 1976年11月18日 「泥棒です、今晩は」
8. 1976年11月25日 「泥棒です、人情紙芝居」
9. 1976年12月2日 「肖像画に似た女」
10. 1976年12月9日 「肖像画を抱く男」
11. 1976年12月16日 「真夜中に拾った男」
12. 1976年12月23日 「夜明けに帰った男」
13. 1976年12月30日 「師走あやしき舞扇」
14. 1977年1月6日 「明けてめでたき舞扇」
15. 1977年1月13日 「ひょうたんから札束」- ゲスト：伊藤亮英
16. 1977年1月20日 「ひょうたんから恋」
17. 1977年1月27日 「ひとりぼっちの御神酒徳利」- ゲスト：岡田眞澄
18. 1977年2月3日 「ふたりぼっちの御神酒徳利」
19. 1977年2月10日 「寒い国から来た刑事」- ゲスト：水上保広
20. 1977年2月17日 「寒い国から来た便り」- ゲスト：水上保広
21. 1977年2月24日 「マシンに賭けた恋」
22. 1977年3月3日 「サーキットに燃えた恋」
23. 1977年3月10日 「幼馴染のにくい奴」
24. 1977年3月17日 「幼馴染のいとしい奴」
25. 1977年3月24日 「春は弥生の恋の月」
26. 1977年3月31日 「春は弥生の恋の花」

| 関西テレビ 阪急ドラマシリーズ | 関西テレビ 阪急ドラマシリーズ | 関西テレビ 阪急ドラマシリーズ |
| 前番組                        | 番組名                        | 次番組                        |
| ----------------------------- | ----------------------------- | ----------------------------- |
| それぞれの出発                | 河原町東入ル                  | 新・河原町東入ル              |